# Caesarius von Heisterbach

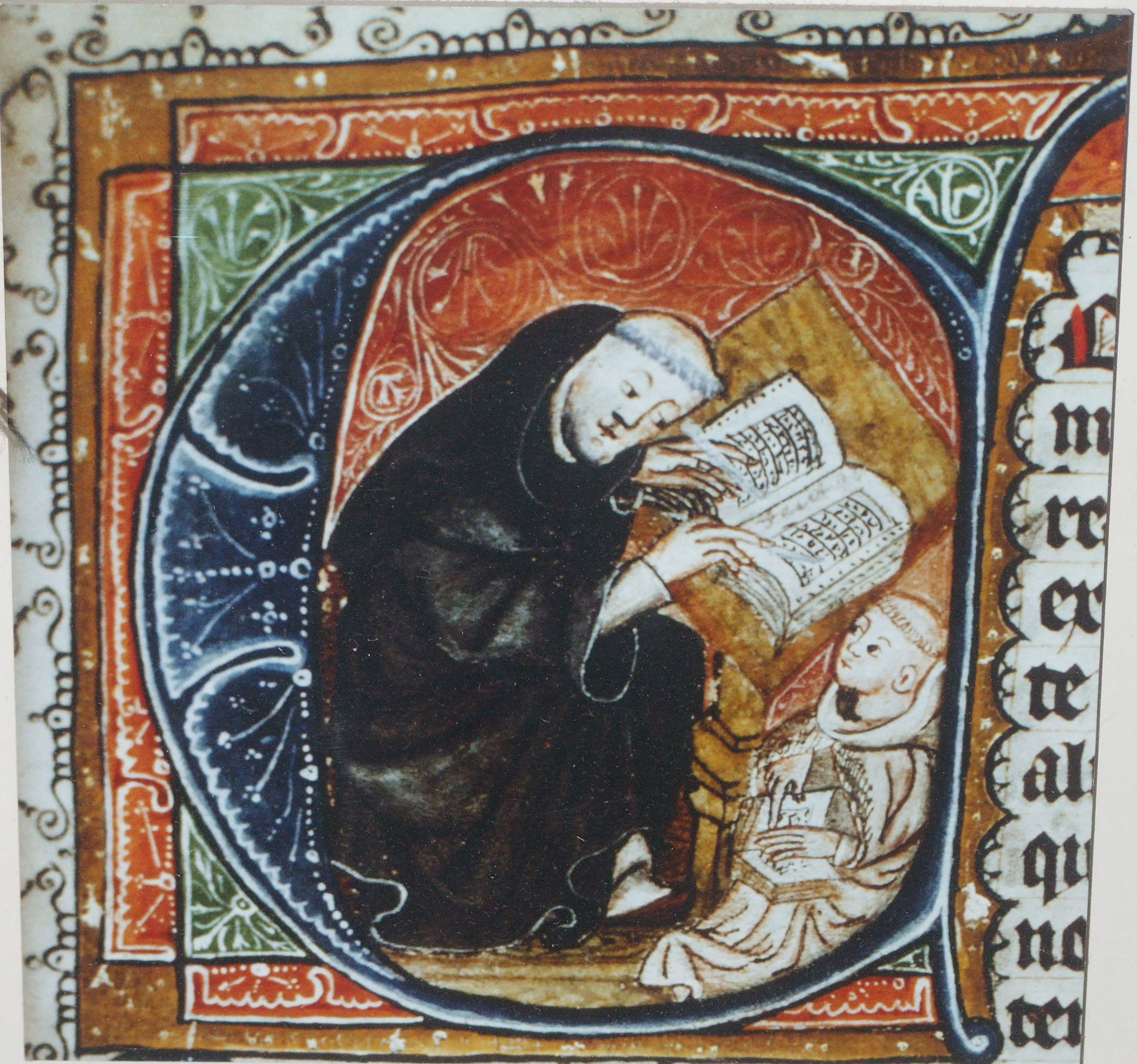
Cäsarius zu Füßen des heiligen Benedikt, Handschrift C 27 der Universitäts- und Landesbibliothek Düsseldorf

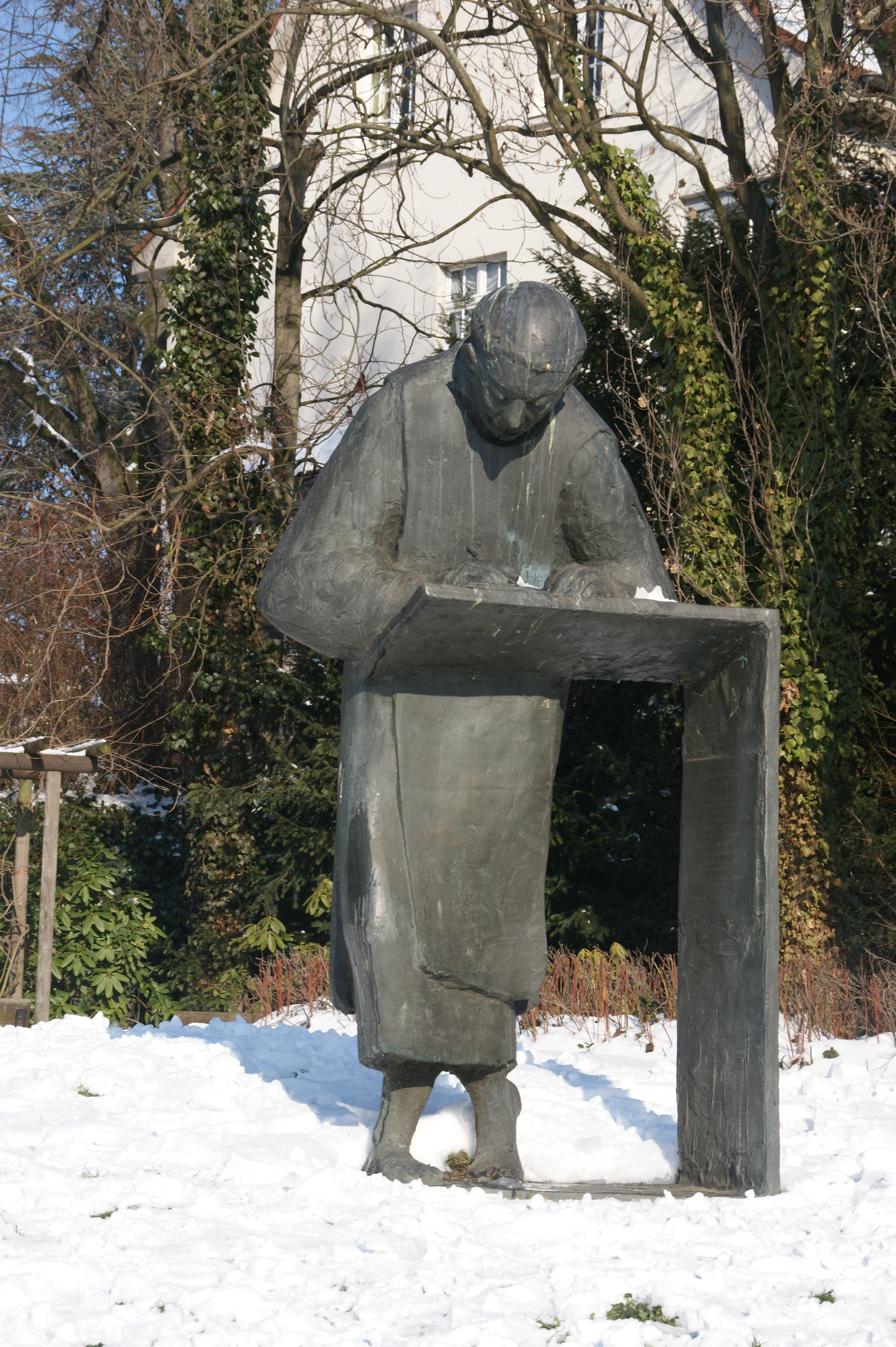
Caesarius-Bronzedenkmal von Ernemann Sander in Königswinter-Oberdollendorf

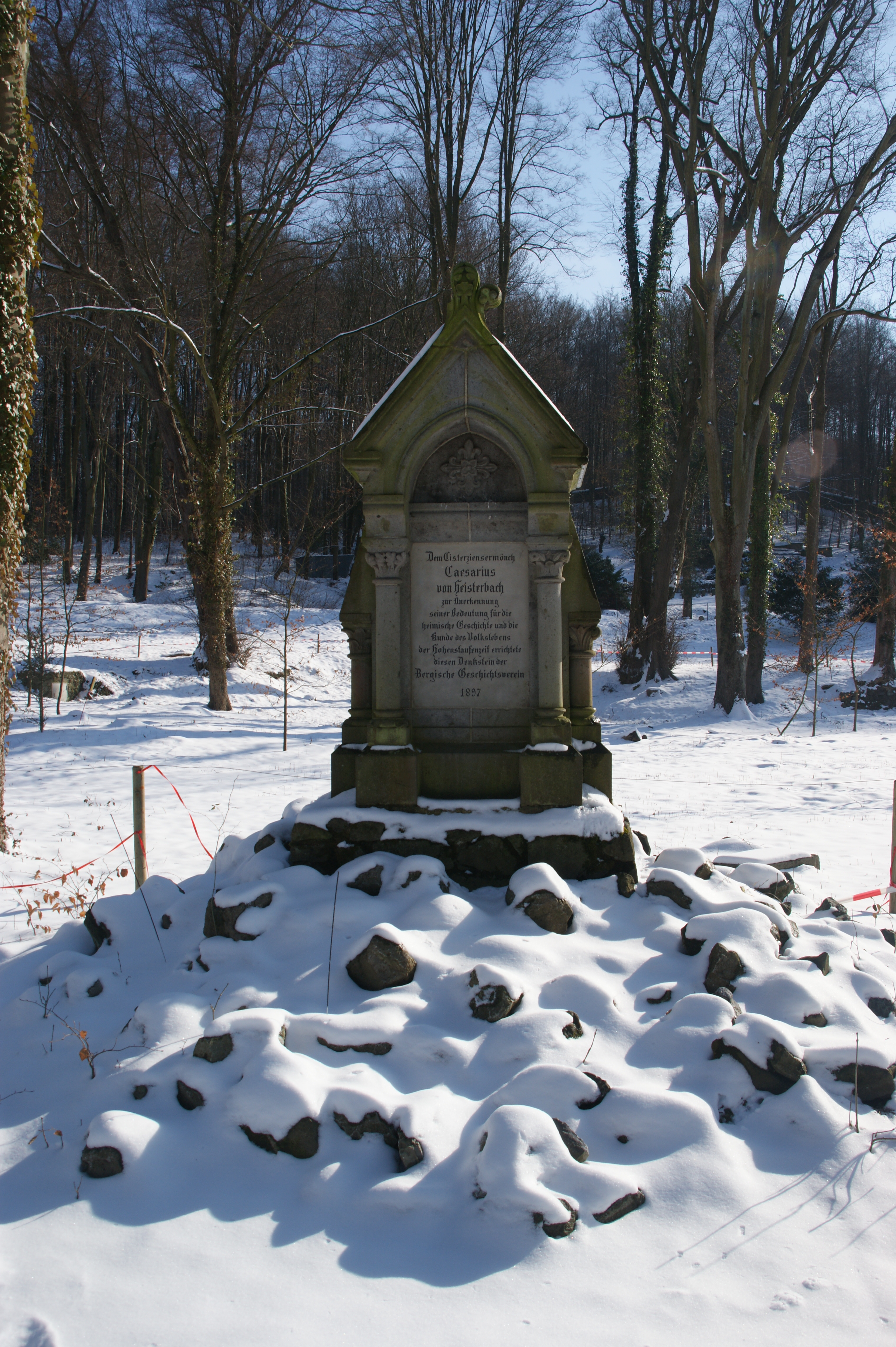
Gedenkstein auf dem Gelände der Abtei Heisterbach

Caesarius von Heisterbach (* um 1180 in oder in der Nähe von Köln; † nach 1240 in Heisterbach) war ein gebildeter Zisterziensermönch und Novizenmeister im Zisterzienserkloster Heisterbach bei Königswinter.
Als berühmter Kölner Chronist, Verfasser kirchlicher Schriften und Erzähler sammelte er im Dialogus miraculorum (1219–1223) Geschichten von den Wundern und Gesichten seiner Zeit, wie ein weiterer Titel dieses Werkes besagt: De miraculis et visionibus sui temporis. Auch seine zweite Exemplasammlung VIII libri miraculorum („Acht Bücher von Wundern“) enthält für die Sitten- und Kulturgeschichte wertvolle Erzählungen. Seine Engelbert-Biographie Vita, passio et miracula beati Engelberti Coloniensis archiepiscopi ist die Chronik über das Leben und Sterben des ermordeten Kölner Erzbischofs Engelbert I. von Köln. Außerdem schrieb er die Vita s. Elisabeth (1236–1237) über die heilige Elisabeth von Thüringen.

## Leben
Für die Jahre 1188 bis 1198 ist Caesarius von Heisterbach in Köln bezeugt. Er besuchte die Schule des St. Andreasstifts, die unter der Oberaufsicht von Dekan Ensfried stand, dem Caesarius ein langes Kapitel in seinem Dialogus miraculorum einräumt. Er bezeichnet ihn dort als „Mann von weitem Ruf“ („vir magni nominis“) und schildert ihn als mildtätigen, fromm-naiven, wackeren Mann.
In dieser Zeit, Caesarius war noch ein kleiner Schüler („adhuc scholaris parvulus“), befiel ihn eine schwere Krankheit, die durch ein Schwitzbad geheilt wurde.
Nach seiner Zeit am St. Andreasstift besuchte Caesarius die Domschule, wo er bei dem berühmten Domscholasticus Rudolf, der zuvor in Paris gelehrt hatte, seine theologische Ausbildung erhielt.
Caesarius hat später zahlreiche „Predigtmärlein“ verfasst, die häufig in Köln spielen. Diese lassen Details seines Aufenthalts in Köln erkennen. So lief er als Schüler mit seinen Kameraden auf die Richtstätte vor den Toren der Stadt. Die Messe hörte er in der Michaels-Basilika. Er hielt sich oft auf der Hoch- und Schmalgasse („Strata Alta et Angusta“) auf, außerdem erlebte er das Wunder am Kreuz in der St. Georgskirche. An einem Nachmittag des Jahres 1198 weilte er zusammen mit anderen in dem erzbischöflichen Palast, um das strahlende Sternenwunder zu sehen.
Im Oktober 1198 wanderte Caesarius zusammen mit Gevard, dem zweiten Abt der Zisterzienserabtei Heisterbach, die nahe Bonn im Siebengebirge liegt, vom Kloster in Walberberg nach Köln. Gevard versuchte ihn zu überreden, seinem Orden beizutreten, doch erklärte sich Caesarius erst damit einverstanden, als sein Reisegefährte ihm von einem Wunder erzählte, das sich dort angeblich an den Mönchen bei der Ernte vollzogen hatte. Caesarius erfüllte zunächst sein Gelübde und begab sich auf die Wallfahrt zur heiligen Maria von Rocamadour bei Cahors. Diese dauerte fünf Monate.
Anfang 1199 trat Caesarius dann in das Heisterbacher Kloster ein und hielt sich von nun an bis an sein Lebensende vorwiegend in Heisterbach auf. Im Kloster wurde Caesarius bald Novizenmeister, später Prior. Hier schrieb er auch seine zahlreichen Werke. Durch seine Tätigkeit als Novizenmeister ließ er sich zu einer ganzen Reihe von Schriften anregen. Als Prior begleitete er den Abt auf seinen Visitationsreisen. Dadurch erhielt er einen besseren Eindruck davon, was im umliegenden Land geschah. Zu den besuchten Orten gehören der Salvatorberg bei Aachen, Hadamar in Nassau, Friesland, Hessen, der Rheingau, die Eifel und die Mosel.
Caesarius’ Hauptwerk, der Dialog über die Wunder und Gesichten seiner Zeit, stellt eine für die Novizen bestimmte „geistliche Anekdotensammlung“ dar. Das einem langen Katechismus gleichkommende Werk ist vom kirchlichen Standpunkt seiner Zeit aus verfasst und führt insbesondere durch die Gesprächsform (Dialog) dem modernen Leser alle damals herrschenden Vorstellungen und Meinungen in sonst nur selten erreichter Anschaulichkeit vor Augen.

## Todesjahr
Sein Todesjahr ist unbekannt. Der Autor hat einen Katalog hinterlassen, in dem er seine 36 eigenen Werke in chronologischer Reihenfolge zusammengestellt hat. Das 32. und das 34. entfallen dabei auf das Jahr 1237. Nr. 36, das letzte also, ist ein umfangreicher Bibelkommentar von insgesamt neun Büchern. Daraus lässt sich schlussfolgern, dass Caesarius den Katalog, in dem er alles aufführte, was er „mit Gottes Hilfe verfasste“, gegen 1240 aufgestellt hat. Danach muss er dann noch mindestens zwei Schriften vollendet haben.
Nicht eindeutig geklärt ist dies beim Katalog der Kölner Erzbischöfe. Caesarius betreute den Abschnitt von 1167 bis 1238 und muss diesen 1238 oder kurz danach abgefasst haben. Konrad von Hochstaden, der 50. Kölner Erzbischof und Nachfolger des Heinrich von Molenark ab 1238, wird nämlich nur noch namentlich erwähnt. Es könnte auch sein, dass Caesarius diesen Katalog bereits vor seinem Schriftenverzeichnis anfertigte und ihn dort nicht aufführte, weil er ihm zu unbedeutend erschien. Caesarius hat dort auch seine ersten Predigten nicht mit aufgenommen.
Die acht Predigten über die Marienfeste (De sollemnitatibus beate Mariae virginis octo sermones) allerdings hätte Caesarius in der Liste erwähnen müssen. Ebenso die Omelias de sanctis, die „Dominus ac salvator noster Jesus“ beginnen und bisher noch nicht nachgewiesen sind. Die sonstigen Werke, die Caesarius zugeschrieben werden, passen allerdings eher nicht in den Kontext der besagten Liste.
Der Dialogus inter capitulum, monachum et novicium ist vermutlich mit dem Dialogus miraculorum identisch. Die Questiones quodlibetice Cesarii stammen nicht von Caesarius von Heisterbach. In eum locum: In omnibus requiem quesivi ist mit den acht Marienpredigten identisch. Wenn man die Zeit bedenkt, die Caesarius’ Werke nach 1237 noch benötigt haben werden, kann man schlussfolgern, dass Caesarius bis in die 1240er Jahre gelebt haben muss.

## Schriften

### Predigten
Mit seiner kontemplativen Schreibweise, die auf die Einsamkeit des Klosters abstellt, setzt sich Caesarius in bewussten Gegensatz zu den Bettelmönchen, die zu seinen Lebzeiten durch die Lande zogen, aus dem Volk stammten und für das Volk predigten.
Die ersten Schriften des Caesarius waren Predigten, die er der eigenen Übung wegen niederschrieb. Seinen ersten schriftstellerischen Gehversuchen billigte er später keine Aufnahme in seinen eigenen Katalog zu. Doch dauerte es nicht lange, bis seine Mitbrüder an ihn herantraten, ihm Anregungen gaben und ihn in seinen Plänen bestärkten. So ist seine neunte Schrift entstanden, weil ihn seine Mitbrüder Gottschalk und Gerhard um eine einfache und klar verständliche Erklärung der Mariensequenz „Ave preclara maris stella“ baten. Auch die weiteren Schriften sind zumeist auf Anfrage hin entstanden. Caesarius klagt in seinem Schriftenverzeichnis darüber, dass ihm seine Schriften unvollendet und unkorrigiert aus der Hand genommen würden. Sie würden hinter seinem Rücken abgeschrieben, und das nicht einmal mit der notwendigen Sorgfalt. Auf diese Weise entstünden sinnentstellende Fehler, die man dann ihm als Autor anlasten würde. Die Zahl der erhaltenen Abschriften belegt, dass Caesarius’ Schriften bekannt und beliebt waren. Vom Dialogus miraculorum existieren sechzig bekannte Abschriften allein aus der Zeit vor Erscheinen der kritischen Ausgabe.
32 der 36 Werke des Katalogs sind rein theologischer Natur. Es handelt sich überwiegend um Predigten, wobei die Sermone gegenüber den Homilien deutlich überwiegen. Darüber hinaus finden sich auch zwei Streitschriften gegen die Häretiker und Gebete zu den kanonischen Tageszeiten.
In den Sermonen behandelt Caesarius Bibelstellen, wobei er sechs Mal ganze Psalmen oder Teile von ihnen untersucht. Außerdem beleuchtet er das Verhältnis der Himmelskörper zu den Schicksalen der Menschen.
Die Homilien hingegen befassen sich mit den Evangelientexten der Sonn- und Festtage durch das ganze Kirchenjahr. So widmen sich die zweibändigen Homilie dominicales mit den Sonntagsperikopen, die 33 Homilie festive hingegen mit den Perikopen der Hauptfeste unter besonderer Berücksichtigung der zisterziensischen Bedürfnisse. Beide Werke vereinigte Caesarius zu einem Sammelwerk, die er mit einer Epistel an den Leser und einem Widmungsschreiben an seinen Abt versah. Die Homilien sind dabei eher als theologische Traktate und Meditationen zu betrachten denn als Predigten und Reden. Sie richten sich nicht an Laien, sondern an Mitglieder des Zisterzienserordens, Mönche und Novizen. Die Auslegungen beschäftigen sich häufig mit dem Mönchs- und Ordensleben. Caesarius hält seine Stücke mystisch und scholastischgelehrt; einige Stücke erreichen dabei einen Umfang, der sich für die praktische Seelsorge unbrauchbar macht. Als seine Klosterbrüder Caesarius auf diesen Umstand hinwiesen, versuchte er sich im zweiten Teil der Homile dominicales kürzer zu fassen und einen einfacheren Stil zu pflegen („stilo breviori atque planiori“). Zugleich vergrößerte er aber den Umfang der Homilie festive, obwohl er sie nach dem Vorbild der bereits fertiggestellten anlegte und keine Predigtmärlein aufnahm.
Die Homilien behandeln nicht nur die Perikope, sondern enthalten auch Belehrungen über die Kanzelberedsamkeit. Caesarius spricht über die Entstehung der Predigt, ihren Charakter und den des Predigers. Seine Schriften entfalten große Bedeutung für die mittelalterliche Homiletik. Wie das Vorwort zum ersten Band des Homilienwerkes zu erkennen gibt, fügte Caesarius jeweils Beispiele ein, „damit ich auch durch Exempla das bestätige, was ich aus den Worten der Heiligen Schrift beweisen konnte“ („ut, quod probare poteram ex divine scripture sentenciis, hoc eciam firmarem exemplis“). Die Beispiele wurden jedoch von Zeitgenossen kritisiert, so dass er bei den Homilie festive davon Abstand nahm. In seine Predigten fügte Caesarius sie später aber wieder ein.
Caesarius erweist sich als Kenner der theologischen Literatur seiner Zeit. Seine Predigten mit ihren moralisierenden und dogmatischen Erörterungen sind mit Stoff aus dem kirchlichen Leben und Lehren zu jener Zeit angereichert. Die Spekulation des Caesarius ist typisch für die damalige Theologie und besonders für die des Zisterzienserordens, auch wenn sie nicht die Tiefe und das eigentümliche Gepräge eines Bernhard von Clairvaux erreicht. Caesarius’ Wirken markiert dabei den Übergang zwischen den beiden großen Perioden. So bedient sich der Autor in den meisten Predigten noch der alten, unorganischen Form, die bis ins zwölfte Jahrhundert hinein vorherrschend war. Einige Male verwandte er jedoch bereits die neue, scholastische Form, die durch Einheit und logische Dispositionen gekennzeichnet ist. So ist eine Predigt beispielsweise in zweimal fünfzehn Abschnitte unterteilt, wobei Caesarius scholastische Künsteleien wie die Zahlenmystik und die Buchstabensymbolik verwendet.

### Exempla

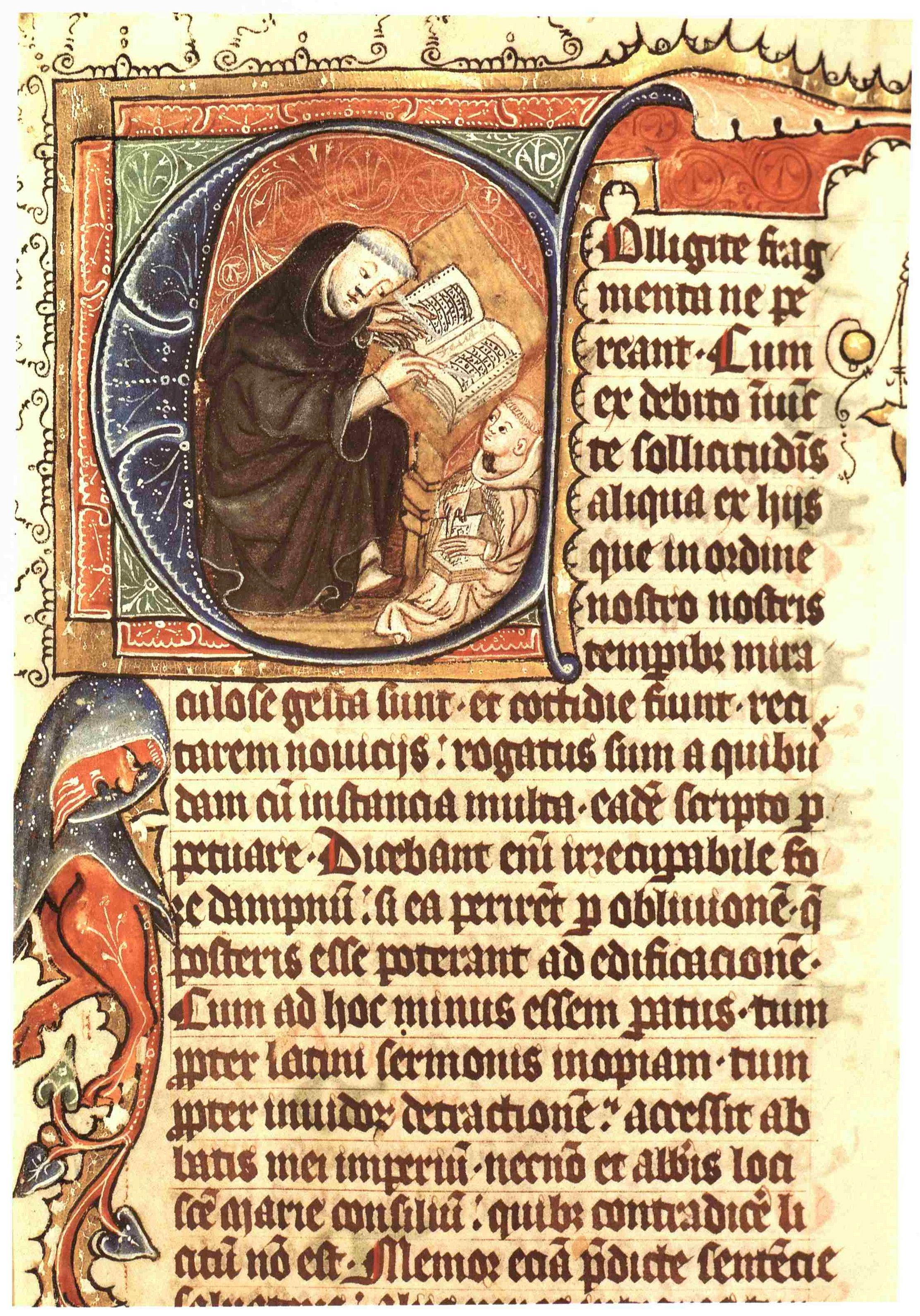
Der Anfang des Dialogus miraculorum mit einem Porträt des Autors in der Initiale. Handschrift Düsseldorf, Universitäts- und Landesbibliothek, Ms. C 27, fol. 1r (Mitte des 14. Jahrhunderts)

Caesarius’ Tätigkeit als Novizenmeister führte ihn zur Erzählliteratur, die maßgeblich seinen Schriftstellerruf begründete. Er fügte nämlich nicht nur den Homilien Exempla (beispielhafte Episoden) ein, sondern verwendete diese auch im Unterricht der Novizen zur Verdeutlichung und Belehrung. Seine Schüler drängten ihn, die Exempla in eigenen Werken zu sammeln. Caesarius griff diese Idee auf und schrieb zunächst mit Einverständnis des Heisterbacher und des Marienstätter Abts den Dialogus miraculorum (ca. 1219–1223). Wegen ihres Umfangs benötigte Caesarius zwei Codices und teilte sie in zwölf Distinctiones ein. Die Zahl der Kapitel in den zwölf Büchern schwankt dabei zwischen 35 und 103. Die Geschichten sind nach den behandelten Themen geordnet. Das erste Buch thematisiert die äußere Bekehrung zum Klosterleben, das zweite die Reue, das dritte die Beichte, das vierte und fünfte die Versuchung und die Versucher usw.
Caesarius kleidet seine Ausführungen in ein belehrendes Gespräch. Er will damit dem Novizen die wichtigsten Gedanken des Ordenslebens näherbringen. Der Dialog und die sprechenden Personen sind dabei allerdings farb- und leblos gehalten, wodurch der lehrhafte Charakter des Werkes betont wird. Caesarius stellt damit außerdem eine äußerliche Verbindung mit den Homilien her. Die Geschichten schließen meist mit einer moralischen oder dogmatischen Deutung, die die Absicht der Exempla herausarbeitet, warnend oder anspornend zu wirken.
Die Libri miraculorum, die zweite Exemplasammlung, liegt lediglich in fragmentarischer Form vor. Sie entstand zwischen 1225 und 1226, kurz nach Fertigstellung des Dialogus, auf Nachfrage des Abtes. In dieser Zeit, am 7. November 1225, wurde Erzbischof Engelbert I. von Köln ermordet. Daraufhin schrieb Caesarius die Vita s. Engelberti. Geplant waren insgesamt acht Bücher, von denen nur das erste und zweite erhalten sind. In der späteren, erweiterten Fassung von drei Büchern wurde die Vita als viertes und fünftes Buch angefügt. Fünf erhaltene Abschriften und drei Fragmente deuten darauf hin, dass die Exemplasammlung vollständig überliefert wurde. Das Fehlen des dritten Buches und der Bücher 6–8 scheint somit darauf zurückzugehen, dass Caesarius sie nie fertiggestellt hat. Vermutlich hat er über das Schreiben der Engelbertvita das Interesse an der Exemplasammlung verloren, so dass er sich nach deren Fertigstellung nicht mehr mit ihr befasste. Einige Äußerungen belegen jedoch, dass er sich zeitweilig wünschte, das Werk fertigzustellen.
Anders als beim Dialogus sind die Libri nicht in Dialogform abgefasst. Eine stoffliche Gliederung findet nur an wenigen Stellen statt. Caesarius führt selbst aus, dass eine feste Ordnung von ihm nicht beabsichtigt ist. Er zeichnete vielmehr auf, was ihm zu Gehör kam. Dogmatische und moralische Ausführungen finden sich seltener als im Dialogus und sind dann auch meist knapper gehalten. Für den Inhalt der Exempla orientierte sich Caesarius am Leben in den Zisterzienserklöstern. Er siedelt die Geschichten im „letzten Menschenalter“ an, also der Zeit zwischen 1190 und 1225. Schauplätze der Handlung sind vornehmlich Köln und Heisterbach, das Rheinland und die Niederlande.
Die Exempla sind in den verschiedensten Lebensbereichen angesiedelt, verschiedene Stände und Lebensalter, Geschlechter und Stämme, Charaktere und Temperamente werden genannt. Es finden sich Motive aus der internationalen Erzählungsliteratur. Die Theophilus-, Polykrates- und die Entrückungssage sind berührt, aber auch die altgermanische Mythologie, die beschreibt, wie das Volk um ein Götzenbild, einen Widder, Hammel oder Maibaum tanzt, der wilde Jäger einherbraust oder ein Drache den Mond verschlingt. Meist überwiegt die Darstellung des Bösen und Unheimlichen, des Lasters und der Hölle, das Erfreuliche und Heitere kommt seltener zu Wort. Diese soll den lehrhaften Charakter der Exempla unterstreichen.
Hauptquelle für die Exempla ist die mündliche Tradition. Caesarius zeichnete alles auf, was ihm von anderen Geistlichen oder auch weltlichen Personen an merkwürdigen Begebenheiten erzählt worden ist. Zum Teil verarbeitet er eigene Erlebnisse, anderes entnahm er Literaturwerken, die er bisweilen namentlich anführt. Er bemüht sich darum, nicht nur die Quelle zu nennen, der seine Geschichte entstammt, sondern auch die Namen der beteiligten Personen, den Handlungsort und die Zeit, zu der das beschriebene Ereignis stattfand. Seine Versicherung im Prolog zum Dialogus, er habe kein Kapitel erdichtet, dürfte somit aufrichtig sein; Caesarius bemüht sich darum, wahrheitsgemäß zu berichten. Allerdings hatte man im Mittelalter ein anderes Verständnis von „Wahrheit“ als heute.
So stellt Caesarius auch Unglaubliches, Märchen- und Sagenhaftes als wirkliches Geschehnis hin, während er umgekehrt Alltägliches als Wunder betrachtete. Teilweise gestaltete er auch selber Begebenheiten zu einem Wunder um. Der Versuch, in allem ein Wunder zu sehen, sollte eine moralische Wirkung entfalten, aber auch dogmatische Sätze beweisen. Damit war Caesarius ein bezeichnender und wichtiger Vertreter für das Wundererleben und den Glauben seines Ordens ebenso wie der breiten Volksmasse.
Caesarius war vermutlich der erste, der planmäßig Exempla in die Predigt eingefügt hat. Erst ein halbes Jahr später kam Odo von Cheriton mit den Exempla in seinem Sermones dominicales, und zehn Jahre später, nämlich 1229, Jakob von Vitry mit den Exempla in seinem Sermones vulgares. Bei diesen Predigern löste erst die Nachwelt die beispielhaften Erzählungen aus den Predigten und sammelte sie in eigenständiger Form; Caesarius hingegen behandelt die Exempla mehr und mehr als selbstständige literarische Erzählung und vereinige sie selber in großen Sammelwerken. Auf diese Weise prägte Caesarius die Literaturgeschichte auf besondere Weise.
Zu Caesarius’ Zeit bestand ein Bedarf an Lehrschriften für einfache Priester. Anstelle der kollektiven Beichte trat die individuelle Ohrenbeichte, speziell nach dem Vierten Laterankonzil (1215). Der Beichtvater musste Fragen finden, die ihn befähigten, den Beichtenden kennenzulernen. Darauf waren die einfachen Geistlichen nicht vorbereitet. In Caesarius’ Schriften fanden sie Anleitungen dazu.

### Historische Schriften
Aus den Exempla erwuchs eine dritte und letzte Gruppe an Literatur, die Caesarius verfasste, nämlich die historischen Schriften. Schon im Dialogus finden sich sechs kleinere Viten, die Anekdoten, Visionen und Mirakel aneinanderreihen. Sie beschreiben die charakteristischen Züge der betreffenden Personen. Dazu gehören die Vita domini Everhardi plebani sancti Jacobi oder die (längere) Vita domini Ensfridi decani s. Andreae in Colonia.
Daran schließt sich die Vita s. Engelberti zeitlich unmittelbar an, schließlich sollte sie das vierte und fünfte Buch der zweiten Exemplasammlung bilden. Danach entstand die Vita s. Elyzabeth lantgravie und schließlich der Katalog der Kölner Erzbischöfe. Weniger bedeutend ist die letzte, im Jahre 1238 oder bald danach abgefasste Schrift, die als Catalogi archiepiscoporum Colonensium continuatio II. bezeichnet wird. Sie behandelt nur gut siebzig Jahre und ist größtenteils anderen Quellen entlehnt.
Wichtiger ist das zwischen 1236 und 1237 geschriebene Leben der heiligen Elisabeth von Thüringen. Allerdings legt Caesarius hier eher einen Schwerpunkt auf das Literarische als auf die historische Überlieferung. Als Quelle diente ihm ein Büchlein, das die Protokollaufnahme für den Kanonisationsprozess von 1235 enthielt und über das geistliche Leben der Heiligen auf Grund des Zeugenverhörs ihrer vier Dienerinnen kurz und schlicht berichtete. Es war Caesarius von dem Prior Ulrich und den Brüdern des Deutschen Hauses in Marburg zugesandt worden: Landgraf Konrad von Thüringen hatte in der Marburger Grabeskirche der heiligen Elisabeth ein Deutschordenskapitel errichten lassen. Die Geistlichen baten Caesarius, aus dem Material eine vollständige Lebensgeschichte und Heiligenvita zu machen. Auch Konrad von Marburg, Elisabeths inzwischen verstorbener Beichtvater, hatte Caesarius für diese Aufgabe vorgeschlagen. Dieser nahm sich der Aufgabe deshalb gerne an.
Anders als bei der Vita s. Engelberti lag die Kanonisation bereits vor, und zwar mit Datum vom 27. Mai 1235. Er konnte sich hier also auf eine schriftliche Quelle stützen. Diese ließ er allerdings nur an wenigen Stellen in größerem Umfang unverändert. Wie Caesarius im Vorwort zu erkennen gibt, „kürzte er einige Kapitel dem Wortlaut, nicht dem Sinne nach“, erweiterte den Text und schmückte ihn mit Bibelzitaten und theologischen Deutung der Geschehnisse aus. Des Weiteren ließ Caesarius zahlreiche Informationen aus mündlichen Quellen und eigenem Wissen einfließen. Wichtig sind dabei besonders die über das Marburger Deutschordenshaus, die ohne Caesarius’ Vita nicht überliefert worden wären. Das Ziel des Autors ist auch hier, die Wahrheit zu sagen und die Geschehnisse in chronologischer Reihenfolge darzustellen. Die Vita nimmt in der Geschichte der Elisabeth-Legende eine bedeutende Position ein, zumal sie von einem Zeitgenossen Elisabeths und einem anerkanntermaßen gewichtigen Schriftsteller verfasst worden ist.
In der Handschrift der Vita fügte Caesarius die Predigt über die Translation der Elisabeth an. Diese verfasst er nach der Vita, aber wohl in engem zeitlichen Zusammenhang und hielt sie vermutlich am 2. Mai 1237 für die Heisterbacher Klostergemeinde. Schließlich übersandte Ceasarius beide Werke gemeinschaftlich an die Marburger.

## Werke
- Opera selecta. Handschrift 61 MS-C-26 der ULB Düsseldorf. Heisterbach, Zisterzienserabtei (?), 13. Jh., 2. Viertel u. 14. Jh., 1. Hälfte (Digitalisat).
- Dialogus miraculorum. Ulrich Zell, Köln um 1473 (Digitalisat).
- Dialogus miraculorum. Nördl. Rheinland, Altenberg, Zisterzienserabtei, 14. Jh., 2. Drittel (Digitalisat).
- Fasciculus Dialogus miraculorum, moralitatis venerabilis Caesarii Heisterbacensis. Homilias de infantia servatoris Jesu Christi complectens / per ... Joannem Andream Coppenstein … nunc primum ex … M. S. Cod. ad typos elaborata, Additis ad marginem lemmatis & citationibus adnotatis. Henning, Coloniae Agr. 1615. urn:nbn:de:hbz:061:1-10941
- Die Wundergeschichten des Caesarius von Heisterbach. Hanstein, Bonn 1933. urn:nbn:de:hbz:061:1-16652 – Bände 1: urn:nbn:de:hbz:061:1-16577 und 3: urn:nbn:de:hbz:061:1-16581.